# 邦達里 (杜布諾區)
50°20′21″N 25°58′7″E / 50.33917°N 25.96861°E
邦達里（烏克蘭語：Бондарі），是烏克蘭的村落，位於該國西北部羅夫諾州，由杜布諾區負責管轄，面積0.9平方公里，海拔高度321米，2001年人口171，人口密度每平方公里190.9人。